# Cuscuta elpassiana
Cuscuta elpassiana är en vindeväxtart som beskrevs av Nikolai Vasilievich Pavlov. Cuscuta elpassiana ingår i släktet snärjor, och familjen vindeväxter. Inga underarter finns listade i Catalogue of Life.